# La signora delle rose (film 2021)
La signora delle rose (La Fine Fleur) è un film del 2021 diretto da Pierre Pinaud.

## Trama
Eve Vernet è una stimatissima coltivatrice di rose che ha ereditato dal padre l'azienda che ora però versa in pessimo stato. La fedele collaboratrice Vera, trova un espediente per avere manodopera a costo praticamente zero, assumendo tre persone che fanno parte di un programma di reinserimento sociale: Fred, Samir e Nadège.
I tre sono però completamente inesperti e Eve deve insegnare loro tutto. C'è poi da preparare qualche prodotto innovativo che possa affermarsi in un concorso e rilanciare l'azienda. Eve ha un'idea per un'ibridazione che potrebbe essere vincente ma possiede solo una delle due rose necessarie. L'altra ce l'avrebbe la potente ditta Lamarzelle, che da tempo le fa la corte, ma alla quale lei non vuole cedere per questioni di principio.
Sapendo che Fred ha innumerevoli furti nel suo "curriculum", propone al ragazzo di sottrarre la rosa che lei cerca dalle serre di Lamarzelle. A lui e agli altri due complici promette in cambio di dare loro un contratto a tempo indeterminato, certa che le cose cambieranno in meglio.
Il furto va a segno e, in quell'occasione, Eve scopre che Fred ha doti olfattive eccezionali che potrebbero aprirgli una carriera interessante nell'ambito della profumeria.
L'ibridazione è attuata ma il risultato deve attendere mesi. Nei quali la situazione finanziaria va sempre peggio, costringendo a soluzioni fantasiose nelle quali sono coinvolti attivamente i nuovi lavoranti, sempre meno inesperti e sempre più motivati.
Giunti al momento della verità Eve scopre che le ibridazioni non hanno quella qualità che lei si aspettava e capisce che tutto è perduto. Disperata, decide di vendere l'attività all'odiato Lamarzelle. La timida Nadège che, dietro insegnamento di Eve, aveva coltivato delle ibridazioni spontanee dettate dal caso della natura, si accorge che una di queste è di qualità eccezionale e, sottopostala ad Eve, fa sì che questa non ceda più la ditta. 
La nuova rosa vince il primo premio al Concorso di Bagatelle e l'azienda può andare avanti, anche senza Fred, cui Eve ha pagato gli studi da profumiere a Parigi. Il ragazzo, abbandonato dai genitori naturali, ha trovato in Eve quell'affetto che cercava da tutta la vita, e lei che non ha famiglia, rinuncia a trattenere Fred per dargli l'opportunità che merita.

## Distribuzione
Il film è stato distribuito nelle sale cinematografiche italiane a partire dal 2 dicembre 2021.